# جان جی. کالینز
جان جی. کالینز (انگلیسی: John J. Collins؛ ۱۹۴۶ – ) ویراستار، و استاد دانشگاه در زمینه کتاب مقدس اهل ایالات متحده آمریکا است. او پژوهشگر در زمینه کتاب مقدس و همچنین آثار آخرالزمان دوره معبد دوم از جمله آثار فرقه ای موجود در طومارهای دریای مرده و ارتباط آنها با ریشه‌های مسیحی است. کالینز بیش از ۳۰۰ اثر علمی و تعدادی مقاله و کتاب سطح محبوب را منتشر و ویرایش کرده‌است. از معروف‌ترین آثار او می‌توان به بین آتن و اورشلیم: هویت یهودی در دیاسپورای هلنیستی اشاره کرد. دانیل در مجموعه تفسیر هرمنیا (۱۹۹۳)؛ عصا و ستاره. مسیحیان طومارهای دریای مرده و دیگر ادبیات باستانی (نیویورک: دابل دی، ۱۹۹۵); و کتاب مقدس پس از بابل: نقد تاریخی در عصر پسامدرن (گرند رپیدز، ایردمنز، ۲۰۰۵) نام برد.